# Regine Berg
Regine Berg, född den 8 oktober 1958, är en belgisk före detta friidrottare som tävlade i kort- och medeldistanslöpning.
Berg deltog vid det första inomhusvärldsmästerskapet 1985 där hon blev silvermedaljör på 400 meter.

## Personliga rekord
- 800 meter - 2.00,43 från 1987